# IJsland op de Olympische Winterspelen 1980
Tijdens de Olympische Winterspelen van 1980, die in Lake Placid (Verenigde Staten) werden gehouden, nam IJsland voor de achtste keer deel.

## Deelnemers en resultaten

### Alpineskiën
| Olympiër               | Discipline       | Resultaat | Prestatie                        |
| ---------------------- | ---------------- | --------- | -------------------------------- |
| Sigurður Jónsson       | reuzenslalom (m) | 35e       | 2.53,79 (+13,05) 1.27,33+1.26,46 |
| Sigurður Jónsson       | slalom (m)       | dnf-2     | opgave run 2                     |
| Björn Olgeirsson       | reuzenslalom (m) | dnf-1     | opgave run 1                     |
| Björn Olgeirsson       | slalom (m)       | dnf-2     | opgave run 2                     |
| Steinunn Sæmundsdóttir | reuzenslalom (v) | 29e       | 2.59,41 (+17,75) 1.23,52+1.35,89 |
| Steinunn Sæmundsdóttir | slalom (v)       | dnf-2     | opgave run 2                     |

### Langlaufen
| Olympiër            | Discipline | Resultaat | Prestatie              |
| ------------------- | ---------- | --------- | ---------------------- |
| Þröstur Jóhannesson | 15 km (m)  | 51e       | 49.37,75 (+7.40,12)    |
| Þröstur Jóhannesson | 30 km (m)  | dnf       | opgave                 |
| Ingólfur Jónsson    | 15 km (m)  | 54e       | 50.51,50 (+8.53,87)    |
| Ingólfur Jónsson    | 30 km (m)  | 48e       | 1:45.55,26 (+18.52,46) |
| Haukur Sigurðsson   | 15 km (m)  | 47e       | 47.44,00 (+5.46,37)    |
| Haukur Sigurðsson   | 30 km (m)  | dnf       | opgave                 |

Andorra · Argentinië · Australië · België · Bolivia · Bondsrepubliek Duitsland · Bulgarije · Canada · China · Costa Rica · Cyprus · Duitse Democratische Republiek · Finland · Frankrijk · Griekenland · Groot-Brittannië · Hongarije · IJsland · Italië · Japan · Joegoslavië · Libanon · Liechtenstein · Mongolië · Nederland · Nieuw-Zeeland · Noorwegen · Oostenrijk · Polen · Roemenië · Sovjet-Unie · Spanje · Tsjecho-Slowakije · Verenigde Staten · Zuid-Korea · Zweden · Zwitserland